# Tiruchirappalli (huyện)
Huyện Tiruchirappalli là một huyện thuộc bang Tamil Nadu, Ấn Độ. Thủ phủ huyện Tiruchirappalli đóng ở Tiruchirappalli. Huyện Tiruchirappalli có diện tích 4407 ki lô mét vuông. Đến thời điểm năm 2001, huyện Tiruchirappalli có dân số 2388831 người.